# Віллі Лобо
Віллі Лобо (20 січня 1937) — угандійський спортсмен.
Учасник Олімпійських Ігор 1972 року.